# Ronald Neame

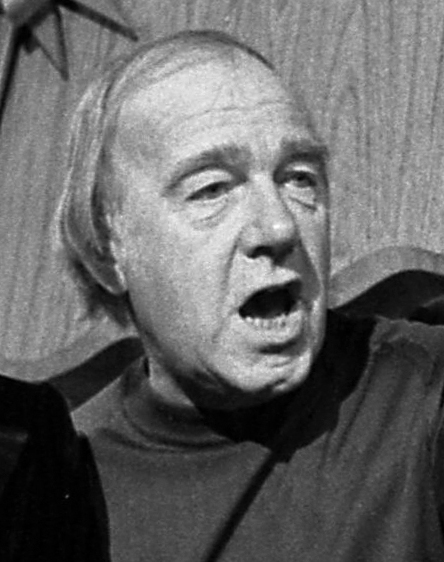
Ronald Neame (1972)

Ronald Neame, CBE (* 23. April 1911 in London; † 16. Juni 2010 in Los Angeles, Kalifornien) war ein britischer Kameramann, Drehbuchautor, Produzent, Darsteller und Regisseur.

## Leben
Der Sohn des Stummfilmregisseurs Elwin Neame und der Schauspielerin Ivy Close begann seine Filmlaufbahn als Kameramann. 1929 arbeitete er bei Alfred Hitchcocks Thriller Blackmail als zweiter Kameramann. In den Folgejahren arbeitete er hinter der Kamera und erhielt 1942 für seine Mitarbeit an dem Kriegsfilm One of Our Aircraft Is Missing der Regisseure Michael Powell und Emeric Pressburger eine Oscar-Nominierung.
Ab 1942 verfasste er gemeinsam mit David Lean und dem Filmproduzenten Anthony Havelock-Allan Drehbücher, für deren Verfilmung durch die gemeinsam gegründete Produktionsfirma Cineguild jeweils David Lean auch als Regisseur verantwortlich war. Für seine Drehbuchadaptionen war das Autorenteam zwei Jahre in Folge für einen Oscar nominiert, 1947 für Begegnung nach Noël Coward und 1948 für Geheimnisvolle Erbschaft nach Charles Dickens.
Nach dem Auseinanderbrechen von Cineguild im Jahr 1947 inszenierte Neame mit Das rettende Lied seinen ersten eigenen Spielfilm. Von da an betätigte er sich vorwiegend als Regisseur und drehte u. a. mit Gregory Peck die Mark-Twain-Adaption Sein größter Bluff (1953), Des Pudels Kern (1958) mit Alec Guinness nach dem Roman von Joyce Cary, Die besten Jahre der Miss Jean Brodie (1969) mit Maggie Smith nach dem gleichnamigen Roman von Muriel Spark und Flucht aus Zahrain (1962) mit Yul Brynner. Zu Neames bekannteren Filmen gehören außerdem Das Mädchen aus der Cherry-Bar (1966) mit Shirley MacLaine und Michael Caine, das Musical Scrooge (1970) nach Charles Dickens, der Thriller Die Akte Odessa (1974) mit Jon Voight, der Katastrophenfilm Die Höllenfahrt der Poseidon (1972) mit Gene Hackman, der Science-Fiction-Film Meteor (1979) mit Sean Connery und die u. a. in München und Salzburg gedrehte Geheimdienstkomödie Agentenpoker (1980) mit Walter Matthau.
1996 wurde Neame für seine künstlerischen Verdienste zum Commander of the British Empire ernannt. 2003 veröffentlichte Neame seine Memoiren unter dem Titel Straight from the Horse’s Mouth. Sein Bruder Derek Neame machte sich als Drehbuchautor einen Namen. Sein Sohn Christopher Neame (* 1942) und dessen Sohn Gareth Neame arbeiten als Filmproduzenten.
Neame starb am 16. Juni 2010 in einer Klinik in Los Angeles.

## Filmografie (Auswahl)
Kamera
- 1929: Erpressung (Blackmail)
- 1935: Invitation to the Waltz
- 1938: The Gaunt Stranger
- 1939: The Four Just Men
- 1940: Major Barbara
- 1942: In Which We Serve
- 1942: One of Our Aircraft Is Missing
- 1944: Wunderbare Zeiten (This Happy Breed)
- 1944: Geisterkomödie (Blithe Spirit)

Drehbuch
- 1944: Wunderbare Zeiten (This Happy Breed)
- 1945: Begegnung (Brief Encounter)
- 1945: Geisterkomödie (Blithe Spirit)
- 1946: Geheimnisvolle Erbschaft (Great Expectations)

Produktion
- 1945: Begegnung (Brief Encounter)
- 1948: Oliver Twist
- 1949: Die große Leidenschaft (The Passionate Friends)
- 1951: Der wunderbare Flimmerkasten (The Magic Box)

Regie
- 1947: Das rettende Lied (Take My Life)
- 1950: Der goldene Salamander (The Golden Salamander)
- 1952: Der Unwiderstehliche (The Card)
- 1953: Sein größter Bluff (The Million Pound Note)
- 1956: Der Mann, den es nie gab (The Man Who Never Was)
- 1958: Des Pudels Kern (The Horse’s Mouth)
- 1960: Einst ein Held (Tunes of Glory)
- 1962: Flucht aus Zahrain (Escape from Zahrain)
- 1964: Das Haus im Kreidegarten (The Chalk Garden)
- 1965: Südlich vom Pangani-Fluß (Mister Moses)
- 1966: Willkommen, Mister B. (A Man Cold Get Killed) (Co-Regie)
- 1966: Das Mädchen aus der Cherry-Bar (Gambit)
- 1969: Die besten Jahre der Miss Jean Brodie (The Prime of Miss Jean Brodie)
- 1970: Scrooge
- 1972: Die Höllenfahrt der Poseidon (The Poseidon Adventure)
- 1974: Die Akte Odessa (The Odessa File)
- 1979: Meteor
- 1980: Agentenpoker (Hopscotch)
- 1981: Am ersten Montag im Oktober (First Monday in October)

## Autobiografie
- Ronald Neame, Barbara Roisman Cooper: Straight from the Horse’s Mouth: Ronald Neame: An Autobiography. Scarecrow Press, Lanham 2003, ISBN 0-8108-4490-7.